# جزیره سن لازارو
جزیره سن لازارو (ایتالیایی: San Lazzaro degli Armeni) یا غازار مقدس (ارمنی: Սուրբ Ղազար) یک جزیره کوچک در تالاب ونتزیا می‌باشد که صومعه مخیتاریست‌های کلیسای کاتولیک ارمنی در آن واقع شده‌است.
مخیتار در ۷ فوریه ۱۶۷۶ در شهر سیواس (سباستیا) در ارمنستان غربی به دنیا آمد. در سال ۱۷۰۱ میلادی به قصد تلاش در راه وحدت کلیسای ارمنی با کلیسای رم به قسطنطنیه رفت ولی او مورد اذیت و آزار ترکان قرار گرفت و در سال ۱۷۱۷ میلادی به جزیره سن لازار صومعه ارمنی و طریقت مخیتاریستها را بنا نهاد.